# هاري سالزبوري
هاري سالزبوري (بالإنجليزية: Harry Salisbury)‏ هو لاعب كرة قاعدة أمريكي، ولد في 15 مايو 1855 في بروفيدنس في الولايات المتحدة، وتوفي في 29 مارس 1933 في شيكاغو في الولايات المتحدة.